# Flictena
Flictena é uma elevação revestida por epitélio contendo líquido e com mais de 1 cm. É sinônimo de bolha. Quando nos queimamos, o nosso sistema linfático manda um líquido para ajudar o corpo a conter a queimadura, assim, evitando perda de sais minerais e água.

## Classificação quanto ao conteúdo
- Hemoflictena (Bolha hemorrágica)
- Pústula (Bolha contendo pus)